# Rosemary Brown (femme politique canadienne)
Pour les articles homonymes, voir Rosemary Brown et Brown.
Rosemary Brown est une femme politique et féministe canadienne née à Kingston le 17 juin 1930 et décédée le 26 avril 2003 à Vancouver.

## Biographie
Rosemary Brown nait à Kingston en Jamaïque le 17 juin 1930. En 1951, elle décide de venir étudier les arts à l’Université McGill à Montréal, avant de déménager en Colombie-Britannique où elle complétera sa maîtrise en travail social. Elle est alors confrontée à de nombreuses scènes sexistes et racistes. En effet, elle se voit refuser des emplois ou logements car elle est issue d'une minorité ethnique.
Elle décède le 26 avril 2003 des suites d'une crise cardiaque.

### Carrière politique
Rosemary Brown se lance dans la politique en 1972 comme candidate pour le Nouveau Parti démocratique de la Colombie-Britannique. En août 1972, elle est élue dans la circonscription provinciale de Vancouver-Burrard. Elle devient la première femme de couleur noire à être élue dans une législature canadienne, en siégeant comme membre de l'Assemblée législative de la Colombie-Britannique de 1972 à 1988.
En 1975, elle devient la première femme noire à participer à une course à la direction d’un parti politique fédéral, terminant deuxième derrière Ed Broadbent dans la course à l’investiture du Nouveau Parti démocratique du Canada. 
Après sa retraite politique en 1988, elle continue son combat contre les discriminations éthiques et sexistes.

#### Activisme
Après avoir obtenu son diplôme, elle s'engage dans différents groupes sociaux tels que la British Columbia Association for the Avancement of Coloured People et la voix des femmes. De plus, elle participe à la série télévisée People in Conflict (en) diffusée au Canada.
Après son départ de la politique, elle devient professeure d’études féministe à l'Université Simon Fraser.
En 1995, elle est reçue comme officier de l’Ordre de la Colombie-Britannique, avant d’être reçue officier de l’Ordre du Canada l’année suivante.
Profondément sensible aux enjeux qui touchent les femmes et les Noirs, elle fonde le Vancouver Status of Women Council (VSWC) et en devient l'ombudsman.
Par la suite, Brown est nommée au Conseil privé de la Reine pour le Canada en tant que membre du Comité de surveillance des activités de renseignement de sécurité de 1993 à 1998. Elle contribue également à l’avancement de l’appareil étatique du Canada en siégeant sur le Comité consultatif sur la fonction publique du Canada de 1999 à 2003.
Après 1988, Rosemary Brown se tourne vers le militantisme international. Elle devient directrice administrative du Centre international MATCH, un groupe de soutien aux femmes.